# Obléhání Horažďovic
Obléhání Horažďovic trvalo od konce června do 3. nebo 4. července roku 1307. Královské vojsko pod vedením českého krále Rudolfa Habsburského oblehlo město Horažďovice povstalého šlechtice Bavora III. ze Strakonic, který odmítal uznat jeho zvolení českým králem. Obléhacím jednotkám se povedlo po krátké době dosáhnout kapitulace posádky města, během obléhání však v táboře před branami zemřel Rudolf Habsburský, údajně na úplavici. Jeho smrt se nicméně povedlo před obránci utajit a Bavorova posádka se vzdala.

## Předcházející události

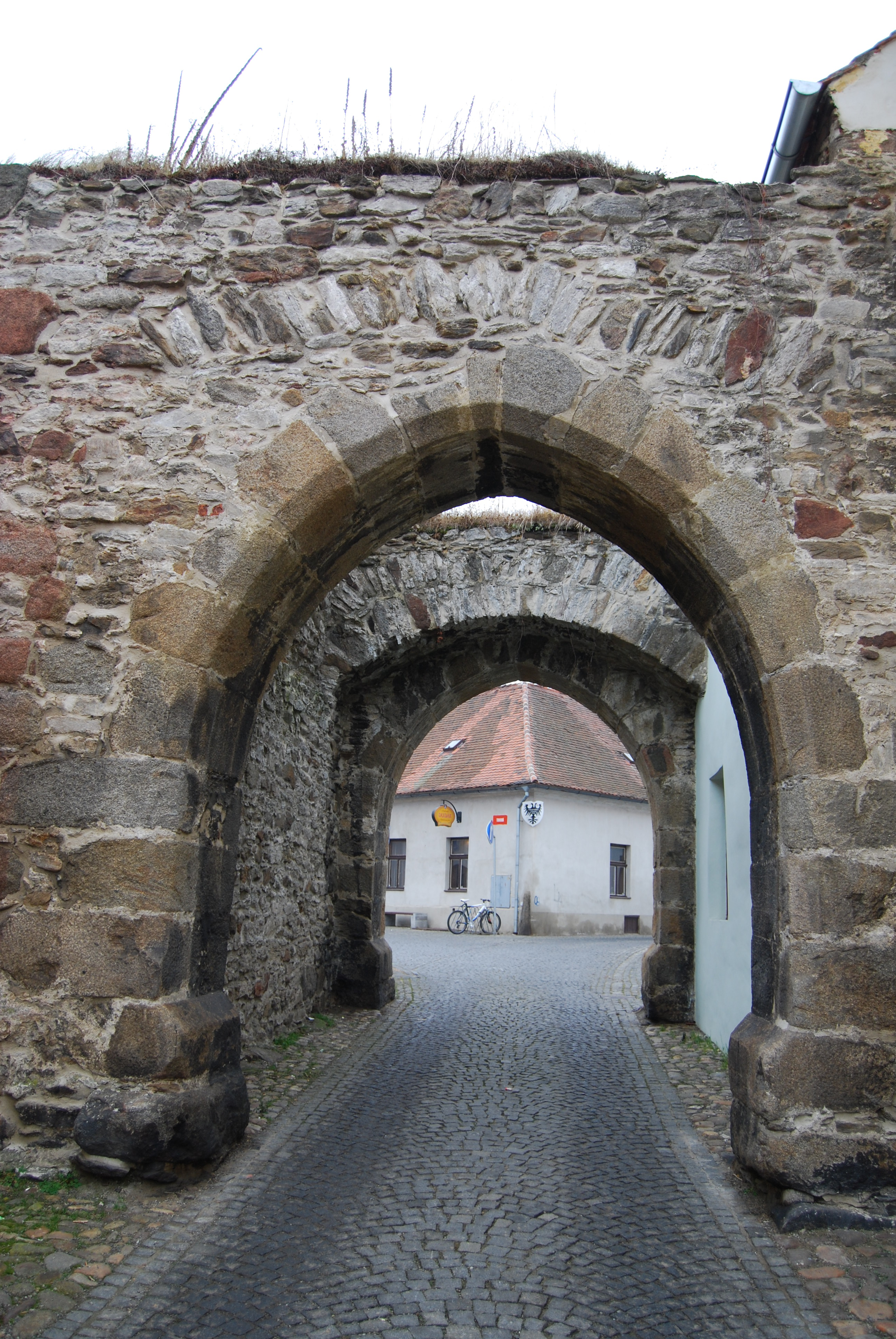
Pozůstatky gotického opevnění města z konce 13. století

V komplikované politické situaci po zavraždění posledního Přemyslovce Václava III. v Olomouci roku 1306 docházelo k soupeření o českou korunu mezi Jindřichem Korutanským a rakouským rodem Habsburků. Díky sňatku s Annou Přemyslovnou se českým králem stal Jindřich Korutanský, po intervenci vojsk vévody Albrechta I. Habsburského podporovaného většinou české šlechty uprchl i s chotí mimo Čechy. Albrecht pak na český trůn pak dosadil svého švagra, pětadvacetiletého Rudolfa Habsburského, který se oženil s Eliškou Rejčkou.

V průběhu roku 1307 proti Rudolfovi v Českých zemích postupně rostla nechuť. Český král se dostával do sporů s pražským biskupem Janem IV. z Dražic. V jihozápadních Čechách Rudolfovi navíc stále odporovali poslední přívrženci Jindřicha Korutanského, mezi které patřil především Vilém Zajíc z Valdeka, Ojíř z Komberka a Bavor III. ze Strakonic. Zároveň neustávaly potyčky s Bavory, protože spojenec Jindřicha Korutanského, dolnobavorský vévoda Štěpán I., odbojné pány zřejmě podporoval. Rudolf se rozhodl, že odbojné pány pokoří a v červnu 1307 proti nim zahájil tažení. 

## Obléhání
Vojsko vyrazilo od Prahy a během června 1307 dorazilo do jihozápadních Čech, kde po několika srážkách oblehlo Rudolfovo vojsko stoupence Bavora ze Strakonic v jeho městské pevnosti v Horažďovicích. Ty byly roku 1293 povýšeny králem Václavem II. na město a vybaveny kamennými hradbami. Svůj hlavní stan zřídil král asi dva kilometry od jádra města poblíž soutoku malého potoka a řeky Otavy.

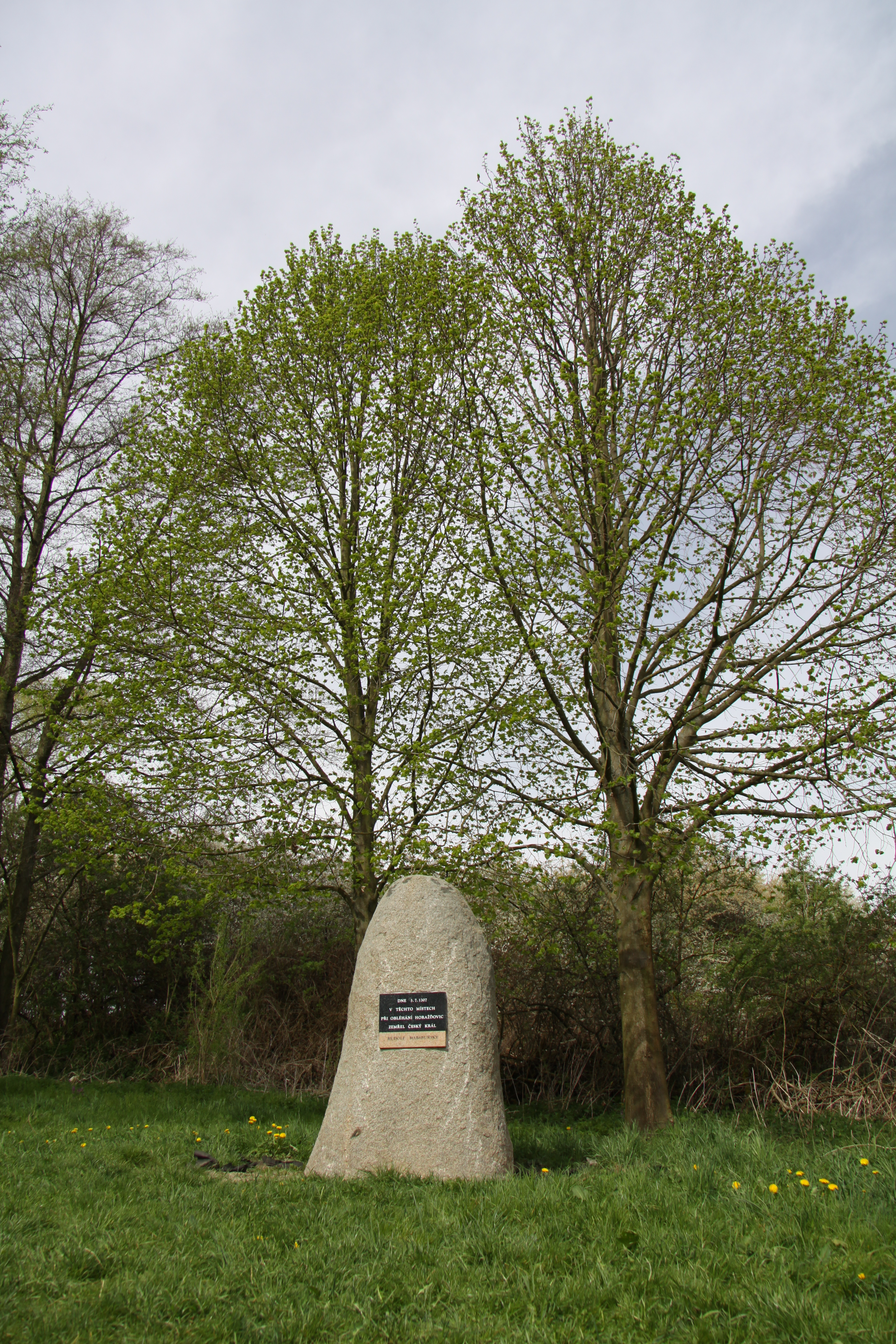
Památník na místě Rudolfovy smrti poblíž Horažďovic

Špatně zásobená posádka čelící značné přesile se nicméně rozhodla 3. července královskému vojsku vzdát. Ještě téhož dne, 3. července 1307 v noci, ovšem král Rudolf ve vojenském táboře zřejmě podlehl úplavici. Ačkoli se o úplavici jako příčině zmiňuje mnoho pramenů, není toto tvrzení nijak jinak podloženo. Úplavice je navíc velmi infekční nemoc, ale v žádné kronice není uvedeno, že by se touto nemocí v ležení nakazil někdo další. Je proto možné, že Rudolf zemřel na žaludeční vředy či Crohnovu nemoc, což by vysvětlovalo jeho pověstné konzumování kaše. Vyloučeno není ani to, že Rudolf byl otráven, pro což však neexistují žádné důkazy ani indicie.
Na smrtelném loži k sobě Rudolf povolal cisterciácké opaty zbraslavského kláštera Konráda z Erfurtu a sedleckého kláštera Heidenreicha. Ti sepsali Rudolfovu závěť, v níž český král zdvojnásobil věno své manželce Elišce Rejčce, Václavem II. vysazené na 40 000 hřiven stříbra.

## Důsledky
Jelikož král Rudolf jakožto představitel jedné ze stran sporu zemřel, nedostalo se městu postihu. Bavor III. i Vilém Zajíc z Valdeka neměli být kým potrestáni. Rudolfovo tělo bylo převezeno do Prahy a pohřbeno v bazilice svatého Víta na Pražském hradě. Vlády v Českém království se posléze ujal opět Jindřich Korutanský.
Na místě připomínaném jako místo králova skonu byl umístěn památník v podobě kamenného masivu a pamětní desky.
Jakožto připomínka skonu Rudolfa Habsburského, nazývaného též král Kaše, jsou v Horažďovicích na konci června každoročně pořádány Slavnosti kaše.